# Mark Carney
Mark Joseph Carney (født 16. marts 1965 i Fort Smith, Canada) er en canadisk økonom og politiker. Han blev leder af Canadas Liberale Parti 9. marts 2025 og udnævnt til den 24. canadiske premierminister 5 dage senere (14. marts).
Carney har tidligere blandt andet været chef for såvel den canadiske centralbank Bank of Canada som den tilsvarende britiske Bank of England.

## Karriere
Carney blev bachelor i økonomi fra Harvard University i 1988, kandidat i økonomi fra University of Oxford i 1993 og Ph.D. i økonomi samme sted i 1995. Han arbejdede i adskillige år for investeringsbanken Goldman Sachs i New York, London, Tokyo og Toronto og tjente en formue herved, inden han i 2023 blev vicedirektør for Canadas centralbank, Bank of Canada. I 2004 skiftede han til en højstående position i det canadiske finansministerium, indtil han i 2008 vendte tilbage til Bank of Canada som øverste chef for centralbanken. Han bestred denne stilling indtil 2013, og i perioden 2013-2020 var han administrerende direktør for Storbritanniens centralbank, Bank of England. Han var dermed den første ikke-brite, der var centralbankchef i Storbritannien.

### Centralbankchef
Carney blev direktør for den canadiske centralbank umiddelbart før finanskrisen ramte landet og høstede stor ros for at styre landet udenom de værste skær under krisen. Efterfølgende styrede han Bank of England gennem blandt andet tumulten efter Brexit-processen, hvor Storbritannien forlod EU. Ifølge den britiske avis The Guardian fik han her tilnavnet "rockstjernecentralbankdirektøren".
Da Carney forlod den britiske centralbank i 2020, blev han bestyrelsesformand for det canadiske investeringsselskab Brookfield Asset Management.

## Politiker
Da den canadiske premierminister og leder af Canadas liberale parti Justin Trudeau meddelte, at han ville gå af på begge poster, stillede Mark Carney op som kandidat til at blive hans afløser, og søndag 9. marts fik han med 85,9 % af partimedlemmernes stemmer en overbevisende sejr i valget til partiformand, hvilket også sikrede ham posten som premierminister. Han havde på det tidspunkt aldrig haft en partipolitisk post, men slog i stedet på sin erfaring med krisehåndtering og forhandlingsevner. På tidspunktet for hans tiltræden var Canada netop blevet kastet ud i en handelskrig med USA som følge af den amerikanske præsident Donald Trumps indførsel af told på canadiske varer.
Carney blev ved sin tiltræden som partileder og premierminister beskrevet som en kompetent teknokrat, men samtidig tør i sin optræden. Han udskrev parlamentsvalg kort efter sin tiltræden som premierminister og vandt valget i april 2025, hvor det liberale parti gik frem til 43,7 % af stemmerne og fik 169 mandater, tæt på de 172 mandater, som giver absolut flertal i parlamentet.